# Марфин, Михаил Наумович
Михаи́л Нау́мович Ма́рфин (14 сентября 1958, Москва) — российский телеведущий и сценарист, продюсер, актёр, бард, кандидат технических наук, член Академии современного музыкального театра.

## Биография
Родился 14 сентября 1958 года в Москве.
Окончил музыкальную школу имени И. Дунаевского.
Окончил факультет промышленной экологии МХТИ имени Д.И. Менделеева, где был сначала заместителем секретаря комитета комсомола, а потом и секретарём. Окончил аспирантуру и получил степень кандидата технических наук. Окончил факультет журналистики Университета марксизма-ленинизма. 
Играл в КВН, был капитаном команды МХТИ. Писал сценарии для КВН. Был редактором Высшей лиги в 1991—2004 годах. 6 января 2019 года вновь стал редактором Высшей лиги. С 2016 является креативным продюсером телеканала "КВН-ТВ".
Вёл передачу «Счастливый случай» на 1 канале, а также несколько игровых программ на региональных каналах, написал сценарии для более 600 телевизионных передач, нескольких сериалов, а также либретто мюзиклов и оперы.

### Музыка
Играет на гитаре и поёт. Первая его песня «Бэмби» (1974). Становился лауреатом городских конкурсов бардовской песни. Одна из его песен «Время выбрало нас» была записана на диске песен о ССО с таким же названием. Несколько песен прозвучали в сериалах. 

## Личная жизнь
- Первая жена — Елена — однокурсница Марфина, вместе играли в студенческом театре, прожили вместе 22 года[6]
  - Старший сын — Александр (род. 6 апреля 1983) — работает в рекламном бизнесе[6]
- Вторая жена — Ирина — хореограф, познакомились на Кубке КВН в Судаке[6]
  - Младший сын Михаил (род. 13 июля 2006)[5][6][7] - учится в Академическом музыкальном училище при Московской Государственной консерватории.

## Телевидение
- «Московская суббота»[8]
- «Счастливый случай» (1989—2000)
- «Интершлягер» (1991)[8]
- "Перекресток удачи" (2002)
- «Смех без правил» (2007—2009, постоянный член жюри)
- «Убойная лига» (2007—2009, постоянный член жюри)
- «Следствие дилетантов» (2003—2008)
- «Фактор смеха» (член жюри)
- «Умнее не придумаешь» на СТВ (2013—2016, ведущий)

## Фильмография
роли в кино
- 2001 — FM и ребята — Марфин
- 2008 — Моя любимая ведьма — ведущий

Сценарист
- 2005 — 2006 — Люба, дети и завод
- 2008 — Жизнь, которой не было
- 2009 — Два Антона
- 2010 — Доктор Тырса (отдельные серии)
- 2012 — Папаши
- 2013 — Крепкий брак
- 2014 — Виолетта из Атамановки
- 2015 — Ивановы

## Дискография
- 2004 — «Мне было много разных лет»

## Либретто
- 2014 — «За жизнь» («Письма с фронта») (ревю, муз рук. К. Брейтбург)
- 2018 — «Счастливый день» (опера, комп. А. Журбин)
- 2019 — «Дамское счастье» (мюзикл, комп. К. Брейтбург)
- 2020 — «Рок» («Шагреневая кожа») (мюзикл, совм. с Е. Муравьёвым, комп. К. Брейтбург)
- 2023 — «Ромео и Джульетта» (мюзикл, совм. с Е. Муравьёвым, комп. К. Брейтбург)
- 2024 - "Александр Невский" (мюзикл, совм. с С.Сашиным, комп. К.Брейтбург)

## Пьесы
- "Тесей" (журнал "Драмтеатр" №5, 2023)
- "Помощь на дому" (журнал "Вахтанговский альманах" №1, 2025)

## Книги
- «С чем едят телевидение»
- «57 советов КВНщику»

Вместе с Андреем Чивуриным:
- «Что такое КВН»[9]
- «Мы начинали КВН»[10]